# Amphiesma stolatum
Amphiesma stolatum este o specie de șerpi din genul Amphiesma, familia Colubridae, descrisă de Linnaeus 1758. Conform Catalogue of Life specia Amphiesma stolatum nu are subspecii cunoscute.

## Galerie

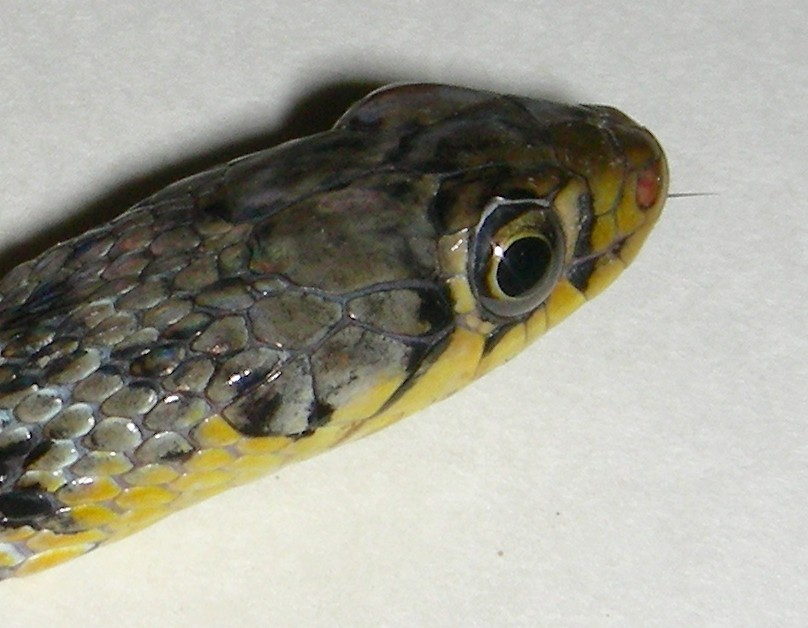
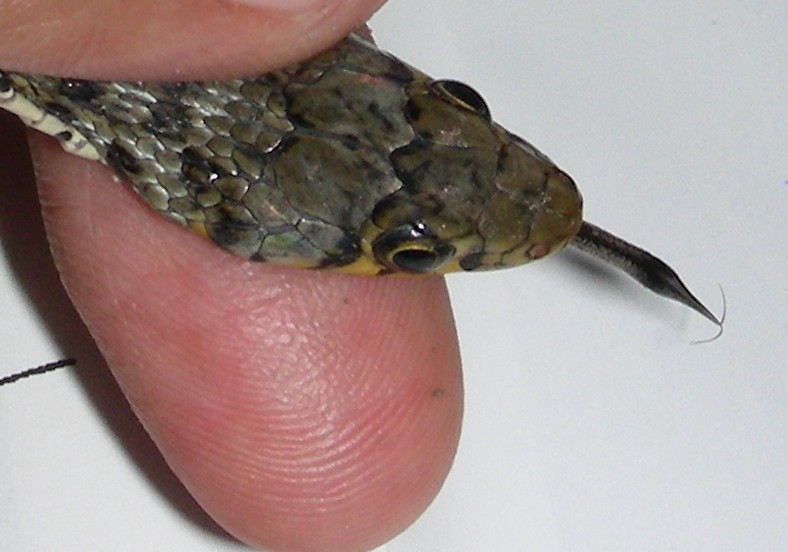
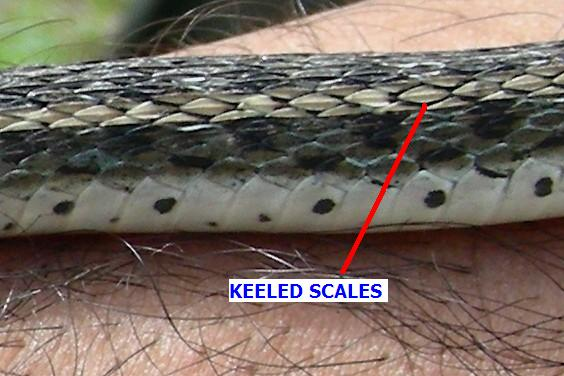
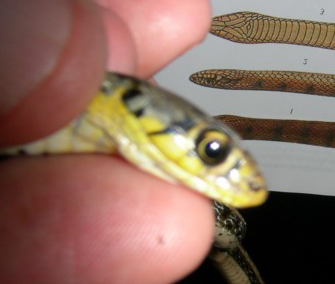
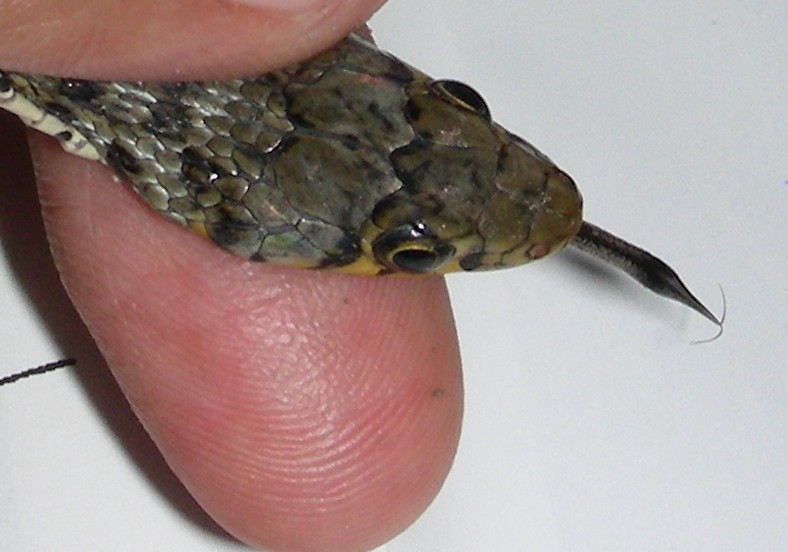
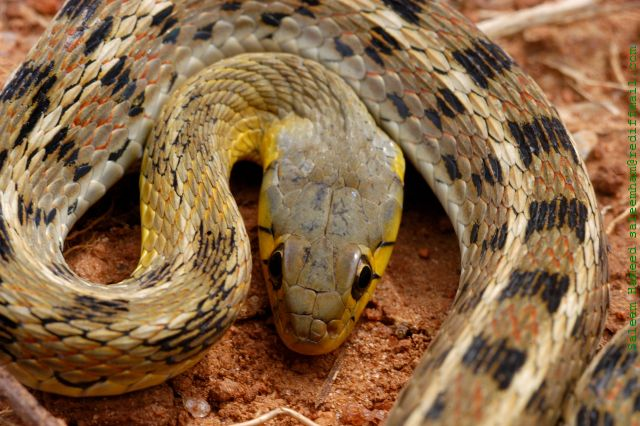
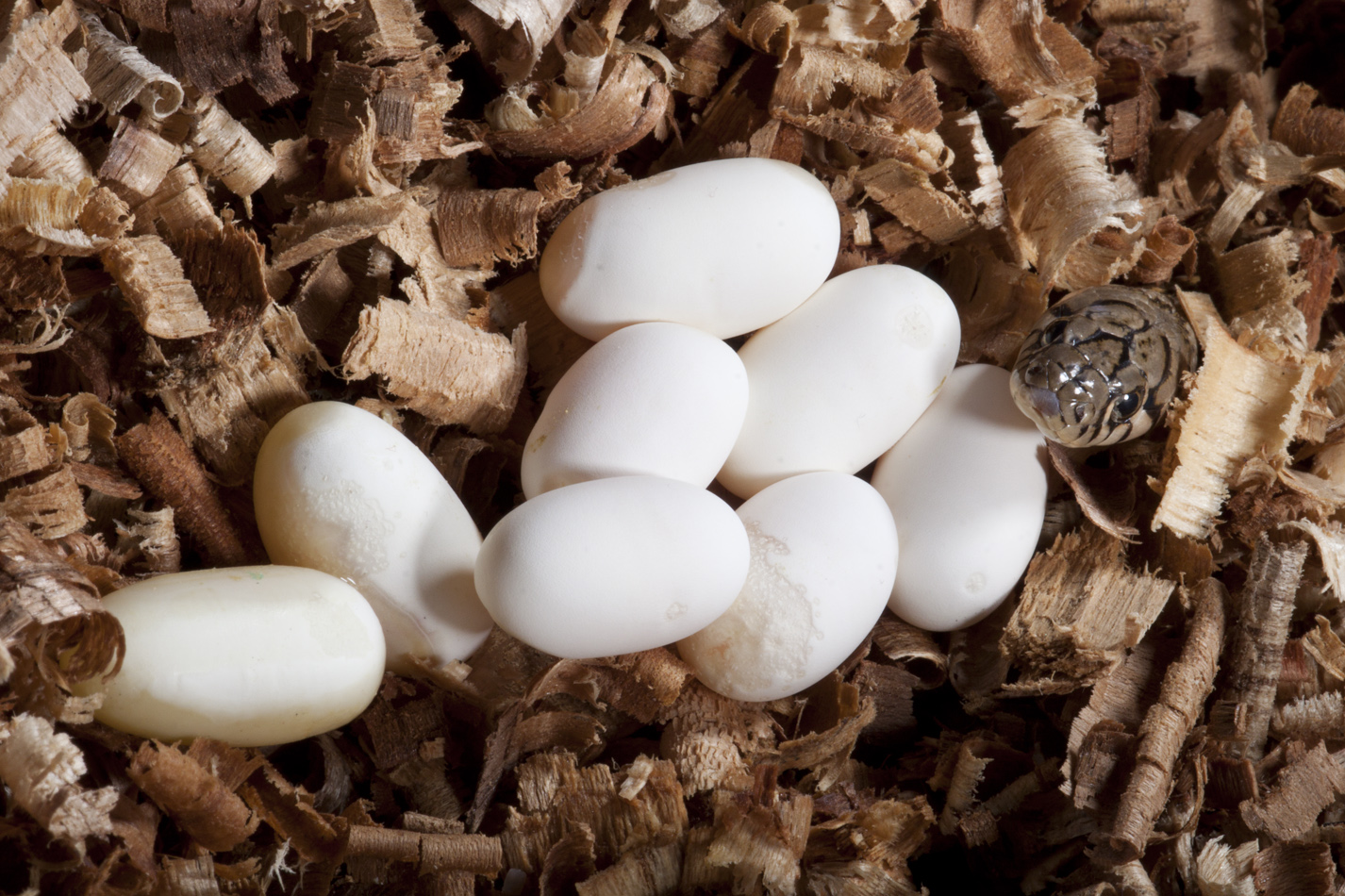